# チャレンジコイン

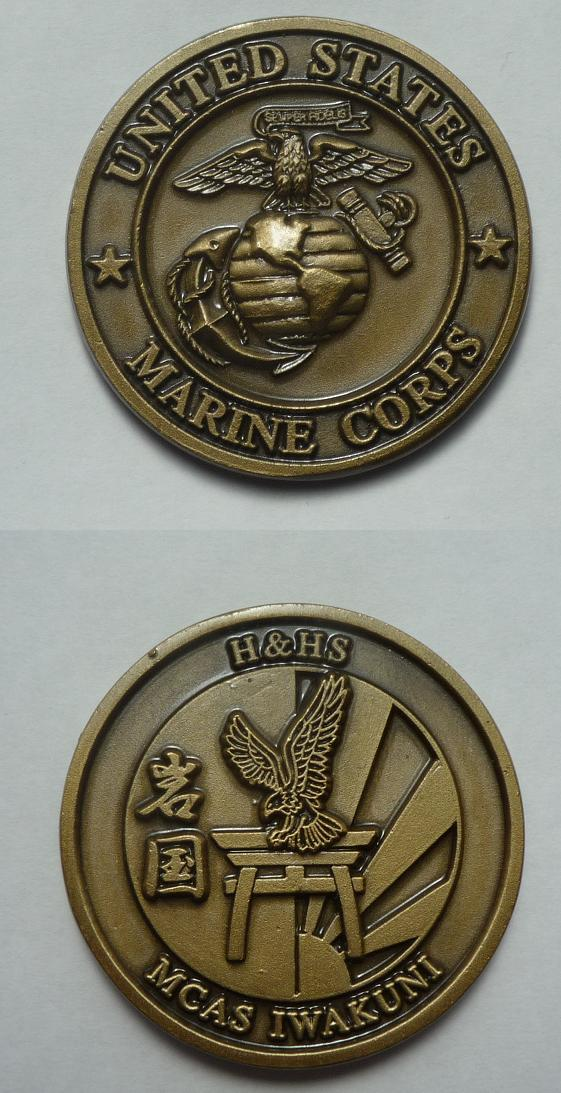
アメリカ海兵隊岩国基地

チャレンジコイン (Challenge Coin) は、主にアメリカ軍において、帰属意識や士気を向上させるために隊員に与えられる直径4センチほどの円形の金属板。部隊名、ロゴ、参加した作戦名などが刻印されている。

## 概要
コインと呼ばれているが、貨幣としての価値はない記念メダルである。
一般的には各々の部隊章やモットーなどが刻印されているが、部隊長、部隊最先任軍曹等は個人の名前や階級などが刻印された特別なデザインの物を持つこともある。これら部隊長クラスが持つコインは部隊内で褒章・叙勲するまでには至らない程度の功績があった隊員への謝礼や、極親しい友人、部隊を訪問したVIP等に友好の証として手渡されることがある。その際の流儀として握手をする右手に隠し持ち、握手をした瞬間に相手の掌中に渡すという一種のサプライズ演出が行われる。現在のチャレンジコインは単に円形のものばかりではなく、四角形をはじめとする多角形、また部隊が使用する航空機等の機材や部隊章に採用されているマスコットキャラクターの形状等様々であり、前述の手渡しのさいに既に手からはみ出るような大きさのものまで存在する。
歴史上チャレンジコインがどのように出現したかは定かではないが、一説では第一次世界大戦の頃であると言われている。第二次世界大戦後には兵士達がバーなどで「チャレンジ」と称して仲間同士でコインを持っているかチェックし合い、持っていない者がその場にいる全員に、逆に全員が持っていた場合はチェックを掛けた本人が酒をおごる風習が起こったとされ、この風習は現在においても続いている。これが現在のチャレンジコインという呼び名につながっているとみられるが、本品は単にコイン、あるいはユニットコインと呼ばれることもある。
友情の証として他国の軍人に渡すこともあり、在日米軍司令のジョン・ドーラン空軍中将は、かつて墜落した自分を救助した自衛官と再会した際にチャレンジコインを渡している。また2019年9月30日、河野太郎防衛大臣が在沖米軍のクラーディ4軍調整官に渡したときの様子は河野の公式twitterにて公開されている。

## 軍隊外

### ニューヨーク市警察局
ニューヨーク市警察区のために親善警察協会が作成するコイン。67分区の警官に捧げられた資金調達のために使用されたこれらのコインの一つは、その警官が西インド諸島出身のアフリカ系アメリカ人であるにもかかわらず、人種差別的なイメージを含むと批判された。

### モーターサイクルクラブ
85以上の支部を持ち、2000人以上のメンバーがいる、「バッファロー兵士および騎兵モーターサイクルクラブ全国協会」（NABSTMC）が発行するコイン。特筆すべき功績を挙げた参加者に贈られる。
2009年、Harley Owners Group（HOG）は、Harley-Davidsonバイクの所有者に独自の挑戦コインを作成し提供した。

### 科学
国際遺伝子工学機械競技会（iGEM）が発行するコイン。2016年から「大賞」を受賞した参加者に贈られる。

### ビジネスと教育
ビジネス分野でも例が見られる。多くの企業は、従業員の業績を認め、士気を高め、従業員の離職率を下げるために企業コインを使用している。
シスターシティビルダーズ協会（BATC）は、「採用、保持、成長」という基本的価値観を強調するチャレンジコインを発行している。

### 労働組合
多くの労働組合は、国際電気労働者兄弟会 や国際消防士協会 を含む、挑戦コインの販売および/または配布の実践を採用した。